# Phước Minh, Dương Minh Châu
Phước Minh là một xã thuộc huyện Dương Minh Châu, tỉnh Tây Ninh, Việt Nam.

## Địa lý
Xã Phước Minh nằm ở phía đông bắc huyện Dương Minh Châu, có vị trí địa lý:
- Phía đông giáp tỉnh Bình Dương
- Phía tây giáp xã Phước Ninh và xã Suối Đá
- Phía nam giáp các xã Bến Củi, Cầu Khởi, Lộc Ninh
- Phía bắc giáp huyện Tân Châu.

Xã Phước Minh có diện tích 54,62 km², dân số năm 2019 là 11.143 người, mật độ dân số đạt 204 người/km².

## Hành chính
Xã Phước Minh được chia thành 7 ấp: B2, B4, Phước Bình, Phước Lộc, Phước Lộc A, Phước Lộc B, Phước Nghĩa.